# Indochine
Indochine (wym. ɛ̃dɔʃin) – francuski zespół rockowy założony w 1981 roku przez wokalistę i gitarzystę Nicolę Sirkisa i gitarzystę Dominique'a Nicolasa. Grupa odniosła stosunkowo duży sukces w latach 80., później w latach 2000 i dzisiaj we Francji, jak również w całej Europie, w Peru i w krajach frankofońskich.

## Skład
- Nicola Sirkis (wokal, gitara, instrumenty klawiszowe od 1981)
- Marco (Marc Éliard) (gitara basowa od 1992)
- Boris Jardel (gitara od 1998)
- oLi dE SaT (Olivier Gérard) (instrumenty klawiszowe i gitara od 2002)
- Ludwig Dahlberg (perkusja od 2015)

- Mathieu (klawisze od 2006 [tylko na żywo])

Skład zespołu często się zmieniał. Jedynym członkiem zespołu, występującym w nim nieprzerwanie od 1981 roku jest lider, wokalista, autor muzyki i tekstów - Nicola Sirkis.

### Byli członkowie
- Stéphane Sirkis (gitara i instrumenty klawiszowe od 1982 do śmierci w 1999 roku)
- Dimitri Bodianski (saksofon w latach 1981-1988)
- Dominique Nicolas (gitara w latach 1981-1994)
- Arnaud Devos (perkusja w latach 1985-1986)
- Diego Burgard (gitara basowa w 1988 [tylko na żywo])
- Jean-My Truong (perkusja w latach 1988-1994)
- Philippe Eidel (akordeon w 1992)
- Jean Pierre Pilot (instrumenty klawiszowe w latach 1994-2001)
- Alexandre Azaria (gitara w latach 1995-1997)
- Monsieur Tox (Xaviere Géronimi) (gitara w latach 1996-1997)
- Monsieur Yann (Yann Cortéla) (perkusja w latach 1996-1998)
- Matthieu Rabatté (perkusja w latach 1999-2002)
- Mr Shoes (François Soulier) (perkusja od 2002)
- Monsieur Frédéric (Frédéric Helbert) (instrumenty klawiszowe w latach 2002-04)
- François Matuszenski (Matu)

## Historia
Zespół powstał w 1981 roku, założony przez wokalistę Nicolę Sirkisa i gitarzystę Dominique'a Nicolasa. Dołączył do nich Dimitri Bodianski i brat bliźniak Nicoli Sirkisa - Stéphane Sirkis. W tym składzie 29 września 1981 dali pierwszy koncert w paryskim klubie „Le Rose Bonbon”. Ten krótki występ zapewnił im kontrakt z wytwórnią płytową i już w listopadzie nagrali pierwsze single - 'Dizzidence Politik' i 'Françoise', które co prawda zostały zauważone przez krytyków, ale zyskały niewielkie zainteresowanie publiczności.  
W kwietniu 1982 zespół supportował na scenie francuską grupę rockową Taxi Girl, ale rosnące zainteresowanie skłoniło management Taxi Girl do podziękowania im za współpracę na paryskiej trasie. Wtedy Indochine zachęceni sukcesami na żywo wydali debiutancki album L'aventurier, który sprzedał się w ponad 250 tys. egzemplarzy, zyskując uznanie zarówno krytyki jak i publiczności. Następny rok przyniósł nowy album Le péril jaune, dzięki któremu w 1984 roku udali się w trasę koncertową po Francji. Wtedy usłyszała o nich również Skandynawia. Sprzedaż trzeciej płyty zatytułowanej po prostu 3 sięgnęła 750 tys. egzemplarzy, a Serge Gainsbourg reżyserując video do piosenki Tes yeux noirs, zapewnił im kolejny sukces.
Czwarty z kolei album 7 000 Danses, z założenia mniej komercyjny, sprzedał się już o wiele gorzej, krytycy zarzucali Indochine, że kopiują styl The Cure. Nie przeszkodziło to jednak zespołowi udać się w marcu 1988 roku w światową trasę koncertową, podczas której odwiedzili między innymi Kanadę i Peru, gdzie sprzedali więcej albumów niż np. Madonna.
Zmęczeni wielomiesięczną trasą zrobili sobie przerwę i piąty album Le Baiser został wydany dopiero w 1990 roku już bez Dimitriego Bodianskiego, który odszedł z zespołu zaraz po zakończeniu światowej trasy. Muzyka Indochine ewoluowała i okazało się, że nie ma w zespole miejsca dla saksofonu, poza tym Dimitri miał wkrótce zostać ojcem i żona wolała mieć go przy sobie. Mimo wszystko muzyk do tej pory udziela się w zespole podczas występów na żywo.
W 1991 dla uczczenia 10 rocznicy powstania grupy, Indochine wydał kompilację dotychczasowych singli pt. Le Birthday Album, która zawierała hitowy choć przypadkowo niefortunny (tekst) nowy singel La Guerre est finie. Tytuł ten znaczy: 'wojna się skończyła', a w tym właśnie czasie wybuchła wojna w Zatoce Perskiej i piosenka została zbojkotowana przez francuskie rozgłośnie radiowe.
Szósty album studyjny Un Jour Dans Notre Vie, ukazał się w 1993 roku, ale nie przyniósł poprawy. Francuskie stacje radiowe nadal nie grały ich muzyki, a krytycy piętnowali zespół za podobieństwo do The Cure. Mimo to zespół nie zawiesił działalności i ku zadowoleniu fanów gra wciąż (2020 rok).

## Dyskografia

### Albumy studyjne
- L'Aventurier (1982)
- Le Péril Jaune (1983)
- 3 (1985)
- 7000 Danses (1987)
- Le Baiser (1990)
- Un Jour Dans Notre Vie (1993)
- Wax (1996)
- Dancetaria (1999)
- Paradize (2002)
- Alice et June (2005)
- La République des Meteors (2009)
- Black City Parade (2013)
- 13 (2018)

### Albumy koncertowe
- Indochine au Zénith (1986)
- Radio Indochine (1994)
- Indo Live (1997)
- Nuits intimes (2001)
- 3.6.3 (2004)
- Live á Hanoï (2007)
- Alice & June Tour (2007)
- Le Meteor sur Bruxelles (2010)
- Putain de stade (2011)
- Black City Tour (2014
- Black City Concerts (2015)

### Kompilacje
- Indochine (1988)
- Le Birthday Album (1981-1991) (1991)
- Unita (1996)
- Les Versions longues (1996)
- Génération Indochine (2000)
- Le Birthday Album (1981-1996) (2004)

### Single
- Dizzidence Politik (1982) (pierwszy singiel grupy wydany w 8 000 egzemplarzy)
- L'Aventurier (1982)
- Miss Paramount (1983)
- Kao Bang (1984)
- Canary Bay (1984)
- 3ème sexe - Trois nuits par semaine (1985)
- Tes yeux noirs (1985)
- A l'assaut (live) (1986)
- Les Tzars (1986)
- La machine à rattraper le temps (1987)
- La chevauchée des champs de blé (1988)
- Le Baiser (1988)
- Des Fleurs pour Salinger (1990)
- Punishment Park (1990)
- La guerre est finie... (1991)
- Savoure le rouge (1993)
- Un jour dans notre vie (1993)
- Sur les toits du monde (1994)
- 3ème sexe (live 1994)
- Des fleurs pour Salinger (live 1995)
- Kissing my song (1995)
- Drugstar (1996)
- Je n'embrasse pas (1996)
- Satellite (1997)
- L'Aventurier (live 1997)
- Mes Regrets - (live 1998)
- Juste toi et moi (1989)
- Stef II (1999)
- Atomic Sky (tylko w Belgii 1999)
- Dancetaria (2000)
- Justine (2000)
- Tes yeux noirs (unplugged live 2001)
- Punker (2001)
- J'ai demandé à la lune (2002)
- Mao boy! (2002)
- Le grand secret (2002)
- Marilyn (2002)
- Un singe en hiver (2003)
- Electrastar (live 2003)
- Popstitute (live 2004)
- Alice et June (2005)
- Ladyboy (2005)
- Adora (2006)
- Pink Water 3 (2006)
- Crash Me (live 2006)
- Salombo (live 2007)
- You Spin Me Round (2007)
- Little Dolls (2008)
- Play Boy (2009)
- Le Lac (2009)
- Un ange á ma table (2009)
- Le dernier jour (2010)
- Un ange á ma table (wersja japońska z Amwe 2011)
- Memoria (2012)
- College Boy (2012)
- Black City Parade (2013)
- Belfast (2013)
- Traffic Girl (2014)
- Le fond de l'air est rouge (live 2014)
- La vie est belle (2017)
- Un été français (2017)
- Station 13 (2018)
- Song for a Dream (2018)
- Karma Girls (2019)